# Махталы
Махталы (каз. Мақталы) — село в Тюлькубасском районе Туркестанской области Казахстана. Входит в состав Арысского сельского округа. Код КАТО — 516037300.

## Население
В 1999 году население села составляло 1167 человек (567 мужчин и 600 женщин). По данным переписи 2009 года, в селе проживало 1300 человек (636 мужчин и 664 женщины).